# 일당제
     — 대통령제

     — 공화제하의 의원내각제

     — 군주제하의 의원내각제(군주에게 실권이 거의 없음)

     — 군주제하의 의원내각제(군주에게 상당한 실권이 있음)

     — 이원집정부제

     — 이원집정부제는 아닌, 대통령제와 의원내각제의 절충형

     — 전제군주국

     — 일당독재국

국가별 정부 형태

일당제(한국 한자: 一黨制)는 정당 제도의 하나로, 단 하나의 정당만이 정부를 운영하며, 다른 정당들은 선거에 참여할 수 없다. 이러한 정당 제도는 중화인민공화국 이외의 독재 국가에서 주로 행해지며, 나치 독일과 소련 등에서 행해졌다.

## 일당 시행국
- 라오 인민 민주 공화국 - 라오인민혁명당 (1975년)
- 베트남 사회주의 공화국 - 베트남 공산당 (1975년)
- 쿠바 공화국 - 쿠바 공산당 (1959년)
- 서사하라 - 폴리사리오 전선 (1976년)
- 에리트레아 - 민주주의와 정의를 위한 인민전선 (1993년)
- 중화인민공화국 - 중국 공산당[1] (1949년: 홍콩과 마카오는 특별행정구하에 단일국가 의원내각제, 대통령제 공화국이였으나, 2021년 2월 28일 부로 홍콩국가보안법(2020년 6월 30일에 시행)영향으로 더 이상은 단일국가 의원내각제, 대통령제 공화국이 아닌 일당제이다.)
- 적도 기니 - 적도기니 민주당 (1987년)
- 북한 - 조선로동당 (1948년)

### 과거 시행국
- 나치 독일 - 국가사회주의 독일 노동자당 (1933년~1945년)
- 이탈리아 왕국 - 국가 파시스트당 (1923년~1943년)
- 일본 제국 - 대정익찬회 (1940년~1945년)
- 스페인 - 팔랑헤당 (1939년~1975년)
- 중화민국 - 중국 국민당 (대륙:1928년~1949년)(섬:1949년~1987년)
- 소련 - 소비에트 연방 공산당 (1922년~1991년)
- 동독 - 독일사회주의통일당 (1949년~1990년)
- 루마니아 - 루마니아 공산당 (1947년~1989년)
- 알바니아 - 알바니아 노동당 (1944년~1992년)
- 불가리아 - 불가리아 공산당 (1946년~1990년)
- 말라위 - 말라위 회의당 (1966년~1994년)
- 이집트 - 이집트 민족통합당
- 앙골라 - 앙골라인민해방운동노동당
- 브라질 - 국민부흥동맹당
- 버마 - 버마 사회주의 계획당
- 시리아 - 아랍해방전선 (1963년~2012년)
- 포르투갈 - 국가연합당 (1933년~1945년, 1948년~1974년)
- 터키 - 공화인민당 (1923년~1924년, 1925년~1930년, 1930년~1945년)
- 이라크 - 아랍 사회주의 부흥당 (1968년~2003년)
- 투르크메니스탄 - 투르크메니스탄 민주당 (1991년~2013년)
- 말라야 연방 - 통일말레이국민조직 (1957년~1963년)
- 인도네시아 - 인도네시아 노동당 (1967년~1998년)
- 예멘 인민민주공화국 - 예멘 사회당 (1978년 ~ 1990년)

## 일당제를 주장하는 사상
- 파시즘
  - 나치즘
- 마르크스-레닌주의
- 주체사상
  - 레닌주의
  - 마오쩌둥주의
  - 호찌민 사상
- 통일주체국민회의 하에 주상
  - 트로츠키주의

## 단점
일당제는 하나의 당이 집권하는 것이기에 당이 낸 정책에 반대할 다른 당이 없기 때문에 잘못된 정책을 도입하거나 고수할 가능성이 높다.
이를 잘 보여주는 것은 소련의 페레스트로이카 등이 있다.

## 조반니 사르토리의 이론
사르토리는 비경쟁적인 정당과의 비교를 위해, 기존의 일당제와 다른 민주적인 경쟁 구조를 갖춘 정당을 일당우위제로 분류하였다. 이 경우, 전체적으로는 다당제이나 적실성 있는 정당의 수는 하나가 된다.
기존의 이론에서의 일당제는 사르토리에 따르면 '비경쟁적 정당 체제'로 따로 분류된다. 이 경우 존재하는 정당은 단 하나이다.

## 같이 보기
- 위성정당